# Нова година
Hова година е празник, характерен за използващите годишен календар култури, като отбелязване на края на текущата и началото на следващата календарна година. Има различна продължителност и съдържа разнообразни обреди и прояви, според съответните традиции и идеи. Поради несъвпаденията на календарите е възможно в течение на една година по даден календар да се случат и повече от едно отбелязване на Новата година по друг, да липсва такова отбелязване или да не е винаги в един и същи ден в своя и/или друг календар, както и началната дата на някой от тези празници, макар и в календара, по който се чества да обхваща само един ден, в друг да обхваща части от повече от един ден или да ги заема изцяло. Сред многобройните съхранени и видоизменяни обичаи в Европа и по света има специално устройвани тържества, раздаване на подаръци, кулинарни специалитети, различни поверия и заклинания. Общото между тях е надеждата, че новата година ще бъде по-щастлива от старата.

## История и обичаи
Най-ранното установено посрещане на Новата година датира от преди 4 хилядолетия, когато около първия ден на новата година (пролетният празник Акиту) в Древен Вавилон и други градове в Месопотамия се организират празненства, представляващи молебен към боговете за опрощение на греховете през изминалата и за благословия за в бъдеще, както и церемония за потвърждаване на правомощията на местните царе. Подобни чествания са характерни и за древните хети, като дни за празнуване на живителната влага.
В Египет през 4241 г. пр.н.е. в Хелиополис е създаден най-древният календар, в който годината е разделена на 12 месеца и има 365 дни. Новата година, според него, започва през месеца на разливането на река Нил – юли, когато водите ѝ прииждат и наводняват големи райони, носейки влага и плодородни наноси. Този календар е използван в Египет до въвеждането там на Юлианския календар през 26 г. пр.н.е., който е възприет в края на историята на страната като независима държава при управлението на последните владетели от династията на Птолемеите. Впоследствие Египет е римска провинция, известна като Римски Египет.
Като начален месец в календара си древните гърци поставят месеца, приблизително съответстващ на съвременния юли, но по-близки до класическото празнуване на Нова година, като отбелязване на новото начало на природните цикли при тях са празненствата известни като мистерии, провеждани основно през пролетта и през есента. Важно място в летоброенето им има и деленето на историята на периоди от 4 години, между редовно провеждащите се (вероятно от 776 г. пр.н.е. нататък) олимпиади.
За римляните от Римската република новата година първоначално започва на 1 април – деня на встъпване в длъжност на новоизбраните консули, който в тяхното общество се смята за най-важният, тъй като консулите са върховните предводители. Обикновено се сменят ежегодно и са двама души (по подобие на традициите, разпространени сред древните гърци да се избират или утвърждават двама царе или архонти, с различни функции). Същевременно римският календар започва с месец март и настоящият последен, в типичните за Европа и намиращите се под нейното културно влияние страни, месец декември, както показва и името му е 10-ти от общо 12 месеца, последен от които в този смисъл е февруари. Началната дата на календара си считат за тази на основаването на Рим от Ромул и Рем. Периодът януари-март е за римляните този на възраждането на природата и на народните тържества. През 153 г. пр.н.е. избухва голямо въстание против римската власт в Иберия, на Пиринеите. Това налага консулите, като главнокомандващи армията, да заемат постовете си предсрочно на 1 януари. Този прецедент се превръща в традиция. С промените в календара направени от Юлий Цезар, а най-вече, чрез въведения от него през 45 г. пр.н.е. Юлиански календар, промяната вече е окончателна. Януари и особено началната му дата са посветени на особено почитания в Рим бог Янус - богът на входовете и на началата. На 1 април започва да се празнува „лъжливата“ нова година и постепенно този ден се превръща в празник на шегите и смеха. Римляните свързват този период и с традицията на сатурналиите.
Този обичай се възражда впоследствие в много по-късната Европа на Просвещението, където празникът Благовещение, празнуван в края на март и началото на април, също е изместен като дата за празнуване на Новата година от 1 януари, в резултат на реформата на календара, в духа на замяна на Юлианското с Грегорианско летоброене, създадено да коригира недостатъците на първото. Междувременно дори до края на 17.ти век в много страни на Западна Европа началото на годината варира и дори в някои от тях (например в Австрия) е плаваща. Също така и годините не винаги са с една и съща продължителност. Изобщо в Европа преди повсеместното разпространение и налагане на Грегорианския календар действат множество различни представи за летоброенето и календара и съответно – за това кога се пада началото на новата година. Често това са други важни празници, като Рождество Христово, Благовещение и Великден. Тези несъответствия се прехвърлят и върху колониалните владения на европейските страни и образуваните въз основа на тях на други континенти държави. На някои места, като Великобритания и колониите ѝ, в Руската империя и на Балканите Юлианският календар се запазва като официален или традиционен и до 19.-20. век и в известен смисъл се следва и до днес (21. век).
Там където празнуването на Нова година е установено и без промяна на календара на 1 януари става и преместване на датата към 14 януари, при приемането ѝ, което впоследствие е отменяно и датата пак е връщана към по-раншната. В същото време в някои случаи Нова година продължава да се отбелязва и на 14 януари - например циганските общности, отбелязващи новогодишния празник Банго Васил, обикновено го правят по стар стил. За православните страни дълго време важи и традицията времето да се мери от Сътворението на света. Столетия наред празнуването на Новата година се смята за изцяло езическа традиция и е пренебрегвано и дори забранявано от християнските църкви. Същевременно, тъй като не е възможно докрай да се изличи важността на обичайните и ключови дати, тя се използва за подсилване на религиозните чувства на народа, като в тези дни се утвърждават различни други важни чествания, като денят на света Мелания, Обрязването на Исус, Празникът на Богородица, Благовещение и Сретение Господне. Много важен за католиците е и денят на свети Януарий. Съществува църковна традиция, според която за начало на годината следва да се брои 1 септември (поради постановление в този смисъл на Константин Велики) или дата, която е променлива и се определя, като първата от четирите недели преди Рождество Христово (във връзка с преодоляването от Исус на изкушенията на които бил подложен преди да започне проповедите си в Йерусалим).
Времето около сегашното празнуване на Нова година в Европа става известно и като Малка Коледа. Във Финландия и други скандинавски страни до 14.век, когато започва да се приема, че е през зимата, началото на новата година се чества във всеки регион и всяко стопанство в различен момент, но въобще – през есента, като отзнаменуване на края на земеделската работа и се смесва с местните представи за Коледа. Революционните движения в Европа, Америка и Азия от периода 17 – 20 век дават сериозни отражения, както върху обосноваването и уточняването на календара на научна основа, така и върху преобразуването на останалите от по-древни времена традиции за празнуването на Новата година.
През 21. век този период е време на големи фестивали, повсеместни тържества и големи културни събития навсякъде, където се е разпростряло европейското влияние, включително в значително отдалечени от нея части на Земята като Австралия, Южна Африка, Якутия и Канада. Сред някои етнически групи, като индианците традициите на европейците са интерпретирани, според местните разбирания, но и възраждат някои споделяни и от тях в по-стари времена обреди, като горенето на новогодишни чучела в Боливия. В Бразилия Нова година е фестивал на духа на морето. Нова година се празнува понастоящем (2022 – 2023 г.) и на Антарктида.
Все по-голямо значение в съвременния свят добиват и незагубилите влияние през вековете и постепенно доразвивани традиции зародили се на други континенти. Например още през 2700 г. пр.н.е. китайците съставят свой цикличен календар, според който новогодишните тържества, наричани „Празник на пролетта“, траят 3 дни и се честват през февруари. Към началото на новата ера сред тях се утвърждава разбирането, че годината има 365 и половина дни. Създава се китайският календар, въз основа на който се пресмята времето за честване на Китайска Нова година. Отделно от това впоследствие се възприема и европейската традиция на летоброенето и Нова година в европейски стил също става важен празник. От 1949 г. в Китай се използва Григорианският календар, паралелно с обичайния.
Сходни и повлияни са календарите и честванията и в други източноазиатски страни. Според древния японски календар, всяка година преминава под знака на един от 12-те зодиакални символа: плъх, бивол, тигър, заек, дракон, змия, кон, овца, маймуна, петел, куче и прасе. Много подобни са и характерните за старинните тюркски народи календари (включително и прабългарският). Вероятно те и първоначално са имали 12 зодии, за разлика от гръко-римския зодиак, който е преработен от версия с 13 знака. Новогодишният празник у японците трае от 30 декември до 3 януари и се отбелязва със 108 камбанни удара, отразяващи представата, че през годината човешката душа обикновено се обременява с такъв брой тежки грехове, но звънът на камбаните има силата я пречисти. Виетнамската нова година, наричана „празник Тет“, се празнува според лунния календар и почти винаги съвпада с Китайската Нова година. Важен обичай, спазван на нея е даряването на децата с подаръци, поставени в специални червени торбички – преди това те се обличат с възможно най-новото си и красивото си облекло за да им се зарадват повече домашните. От своя страна децата пожелават дълголетие на по-възрастните си близки. Това е най-вече ден за гостуване – в родните места, за поддържане почитта към духовете на предците и у съседи и приятели (за да им се донесе късмет, ако и гостуващият е имал през изтичащата година; но ако някой е бил сполетян от нещастие избягва да гостува за да не донесе такова и на другите, а и обикновено не го канят тъй като се счита, че най-важен е първият посетител за празника). Извършват се специални религиозни церемонии – жертвоприношения на домашните божества, поклонения и дарителство в будистките храмове и улични шествия с изображения на дракони. В този период виетнамците имат традиция да украсяват домовете си с различни растения, като бамбук, праскова, брош, нарцис, целозия, перуника, гороцвет и дръвчета – бонзай. Към тях се добавят различни други украси – например фигурки, сходни с японските оригами. Организират се различни игри, представления и състезания, като куклен театър, боеве с петли, хвърляне на меч по мишена, изготвяне на книжни здания. Празничните ястия са изобщо от растителен произход. Сходни празнувания има и в други южноазиатски страни като Малайзия и Тайланд.
Ислямският календар започва със събитието известно като Хиджра (Хегира) – бягството на пророка Мохамед от Мека в Медина (622 г.) и за първи ден на новата година се смята първият ден от първия месец (мухарам), който тъй като календарът е лунен се пада по грегорианския календар всеки път 11 или 12 дни преди деня, на който се е падал предната година. Съществуват различни методи за изчисляване на точния момент на началото на новата година, които се прилагат в различни мюсюлмански страни и поради това може да има разминавания между тях от часове до няколко дни. Друга важна подробност е, че по традиция мюсюлманите смятат за начало на деня залеза на Слънцето в края на предходния, затова практически първият ден по техния календар обхваща части от две дати в европейските календари.
Еврейската Нова година, празнувана от юдаистите, е част от комплекс от празници, свързани с ритуали на пречистване, опрощение и покаяние и се счита за ключов момент в живота им, като време на отрезвяване, помирение с околните и на даване на обещания за бъдещо спазване на Божите заповеди (и на доказване, че са способни на това). Обичайно евреите вярват, че тогава Йехова преценява каква да бъде по-нататъшната съдба на човека, въз основа на миналите му постъпки и на текущото му битие.
В страните в Европа и Азия, в които ислямът е преобладаващата или традиционна религия, но населението в основната си част не е от арабски произход, е разпространен празникът Норуз, чийто първообраз вероятно са чествания на възраждането на природата, отбелязвани най-напред от зороастрийците. Важна част от него е специалната празнична трапеза, съдържаща 7 блюда, чиито наименования започват с едни и същи букви. Характерни са и всенародните веселби, включващи танци, пикници и прескачане на огън. На този празник, известен и като Персийската Нова година, децата получават подаръци в хода на увеселения, организирани около три митични образа – Баба Норуз, наричан и Алуноруз (мъдрият старец), Хаджи Фируз (веселякът с черно лице) и Ненек Сарма (ледената чародейка). Тези персонажи имат известно сходство с Дядо Коледа и антуража му и същевременно е възможно да са повлияли на оформянето на подобния му Дядо Мраз и на неговото обкръжение. Друга сродна традиция е изработването, чрез рендосване на голяма пръчка на украшение с функции подобни на тези на коледната и новогодишната елха. Някои обичаи, свързани с този празник са заимствани от индуистките традиции, по-ранни езически вярвания и еврейските обреди или повлияли на тях – вземането на риби за домашни любимци, хвърлянето на хляб и сладкиши във водата, женитбените гадания. Норуз е важен празник и за религиозната общност бахайците. 21 март е начало на годината в бахайския календар.
Според индийския календар от 1952 г. (светският календар на Индия) новата година започва на 22 март, а високосната – на 21 март. Съществуват и различни местни традиционни дати и обичаи, според обичаите на индуизма и други религии. На много места в Индия за начало на годината се смята празникът Дивали (празнуван 5 поредни дни през в периода октомври-ноември). Празнува се и в повлияни от индийците страни като Мианмар, Мавриций и Тринидат и Тобаго, както и в някои подчертано християнски, като Австралия и Нова Зеландия, а се почита и в будисткия Тибет, където е смесен с местните новогодишни тържества. Централни за класическия вариант на празника са митологиите около богинята Лакшми и героя Рама (чиито приключения са описани в епоса Рамаяна). На места сходни празници са посветени на повече почитани там божества като Кали и Кришна. Също така популярен, включително и извън Индия (например на Филипините, въпреки католическата вяра на жителите им и езическото и мохамеданско минало на архипелага) е и местният празник Угади (от индийската дума „юга“ - ера или година). Други местни празници като отбелязването на сътворението на света от Брахма се почитат и от някои отклоняващи се от традиционния индуизъм или неиндуистки общности като сикхи, джайни и будисти, макар и с различна обосновка. Съществуват и традиции за празнуване на полугодишни първоначални дати – за влажния сезон и за сухия сезон.

## Ритуали сред различните народи
- Руснаците, за да приветстват Новата година, след дванадесетия удар отварят вратата на дома си. В Съветския съюз е прието да се разменят подаръци, най-често – шоколадови бонбони. Също така там е разпространен обичаят подаръците си по това време децата да получават от Дядо Мраз и Снежанка.
- Италианците носят червено бельо, а на трапезата слагат свински бут и леща, като признак на късмет и богатство през новата година. Вдига се силен шум и се изхвърлят стари вещи.
- Англичаните по традиция не посрещат новата година с шумни празненства, нито е прието да се канят гости.
- Шотландците ходят на гости дори на хора, които не познават. Обичай е да излизат облечени като коминочистачи.
- Испанците и мексиканците излизат на улицата, разменят си подаръци, когато часът удари 12, и ядат грозде.[3]
- Словаците на трапезата непременно трябва да имат шаран.
- Унгарците задължително трябва да имат на масата чесън с мед.
- Португалците закачат над новогодишната маса добре запазен грозд, и докато часовникът отмерва дванадесетте удара, всеки бърза да откъсне и изяде последователно 12 зърна, като в същия момент си намисля желание за всеки един от дванадесетте месеца.
- Нидерландците поднасят на трапезата топли понички със стафиди.
- Японците посрещат новата година рано сутринта на 1 януари, поздравяват се с чаша студена вода и след края на обичайните 108 камбанни удара всеки бърза да се изкачи нависоко, за да приветства Слънцето (виж Японска нова година).
- Етиопците запалват огромни огньове, около които устройват тържества, шествия, игри и танци.
- Гвинейците в новогодишната нощ излизат на шествие, предвождано от слонове, които са символ на сила и богатство.
- Китайците слагат на новогодишната трапеза нарциси.

- Нова година (2008) в Тайпей
- Нова година (2009) в Сидни
- Нова година (2009) в Копенхаген
- Нова година (2010) в Хонг Конг
- Нова година (2011) в Мелбърн
- Нова година (2013) в Париж
- Нова година (2013) в Банкок
- Нова година (2014) в Лондон
- Нова година (2016) в Сан Франциско

## Ред на посрещане на Новата година
| Българско време   | Страна |
| ----------------- | --- |
| 31 декември 12:00 | Самоа |
| 31 декември 12:15 | Нова Зеландия (Островите Чатъм) |
| 31 декември 13:00 | Нова Зеландия (Окланд), Фиджи |
| 31 декември 14:00 | Русия (Анадир) |
| 31 декември 15:00 | Австралия (Сидни), Русия (Среднеколимск) |
| 31 декември 16:00 | Австралия (Куинсланд), Русия (Верхоянск) |
| 31 декември 17:00 | Русия (Чита, Якутск), Южна Корея, Япония |
| 31 декември 17:30 | Северна Корея |
| 31 декември 18:00 | Западна Австралия, Китай, Малайзия, Сингапур, Тайван, Филипините |
| 31 декември 19:00 | Виетнам, Индонезия, Русия (Красноярск), Тайланд |
| 31 декември 19:30 | Кокосови острови, Мианмар |
| 31 декември 20:00 | Бангладеш, Казахстан, Русия (Омск) |
| 31 декември 20:15 | Непал |
| 31 декември 20:30 | Индия, Шри Ланка |
| 31 декември 21:00 | Пакистан, Русия (Екатеринбург), Таджикистан, Туркменистан, Узбекистан |
| 31 декември 21:30 | Афганистан |
| 31 декември 22:00 | Азербайджан, Армения, Русия (Самара), Обединени арабски емирства |
| 31 декември 22:30 | Иран |
| 31 декември 23:00 | Беларус, Етиопия, Ирак, Кения, Кувейт, Мадагаскар, Русия (Москва), Турция |
| 1 януари 00:00    | България, Гърция, Египет, Естония, Замбия, Зимбабве, Израел, Йордания, Кипър, Латвия, Либия, Ливан, Литва, Малави, Република Южна Африка, Румъния, Судан, Украйна, Финландия |
| 1 януари 01:00    | Австрия, Алжир, Белгия, Германия, Дания, Испания, Италия, Нигерия, Нидерландия, Норвегия, Полша, Сърбия, Унгария, Франция, Хърватия, Чехия, Швейцария, Швеция, Люксембург    |
| 1 януари 02:00    | Англия, Великобритания, Ирландия, Исландия, Мароко, Португалия |
| 1 януари 03:00    | Кабо Верде |
| 1 януари 04:00    | Бразилия (Рио де Жанейро, Сао Пауло), Южна Джорджия и Южни Сандвичеви острови                                                                                                |
| 1 януари 05:00    | Аржентина, Бразилия (Белен), Гренландия (Нуук), Парагвай, Уругвай, Чили |
| 1 януари 05:30    | Канада (Лабрадор, Нюфаундленд) |
| 1 януари 06:00    | Боливия, Венецуела, Доминиканска република, Канада (Нова Скотия) |
| 1 януари 07:00    | Бахамски острови, Канада (Квебек, Онтарио), Колумбия, Куба, Перу, САЩ (Джорджия, Индиана, Мичиган, Ню Йорк, Пенсилвания, Флорида), Ямайка                                    |
| 1 януари 08:00    | Канада (Гватемала, Манитоба), Мексико, Никарагуа, САЩ (Илинойс, Луизиана, Минесота, Тексас), Хондурас                                                                        |
| 1 януари 09:00    | Канада (Албърта), САЩ (Аризона, Колорадо, Юта) |
| 1 януари 10:00    | Канада (Британска Колумбия), САЩ (Вашингтон, Калифорния, Невада) |
| 1 януари 11:00    | САЩ (Аляска), Френска Полинезия |
| 1 януари 12:00    | САЩ (Хаваи) |
| 1 януари 13:00    | Американска Самоа |
| 1 14:00           | Малки далечни острови на САЩ |

## Съвременни празненства
Най-разпространените новогодишни празненства днес са:
- 1 януари, начало на годината в западните култури.
- Китайската Нова година, празнувана при новолуние по време на китайската зима, т.е. в края на януари или началото на февруари; на същия ден се отбелязва Нова година и във Виетнам.
- Рош Хашана, отбелязван от евреите 163 дни след Пасха.
- Тайландската Нова година се празнува от 13 до 15 април.
- Угади, филипинската Нова година, обикновено през март или април; на същия ден в Андхра Прадеш, Индия, отбелязват началото на лунната година.